# Reysa Bernson
Pour les articles homonymes, voir Bernson.
Reysa Bernson, née Verhaeghe le 28 septembre 1904 à Lille et morte en 1944 ou 1945 à Auschwitz, est une astronome française. Membre de la Société astronomique de France à 16 ans, elle fonde l'Association astronomique du Nord. Elle est responsable du premier planétarium français en 1938 et a contribué au développement de ces installations en France,. Elle s'attache à faire connaître l'astronomie à la jeunesse, notamment via les Éclaireurs de France. Elle est déportée comme juive à Drancy, puis assassinée à Auschwitz,.

## Biographie

### Jeunesse étudiante engagée à Lille
Reysa Bernson est la fille de Désiré Verhaeghe et Dweira Bernson-Verhaeghe, deux médecins engagés pour l'amélioration de la condition ouvrière. Elle grandit à Lille. À la fin de la Première Guerre mondiale, ses parents se séparent, et elle choisit de prendre pour nom d'usage le nom de naissance de sa mère.
Elle poursuit brillamment des études scientifiques et de langue : en 1921, elle réussit l'examen de première année du diplôme d'études russes de la faculté des lettres de Lille. Elle valide ensuite des certificats d'études supérieures en astronomie, chimie générale et radiotélégraphie jusqu'en 1934 lorsqu'elle obtient son diplôme d'astronomie approfondie. De 1928 à 1934, elle occupe le poste de préparatrice de physique générale en parallèle de ses études.
Entre les années 1920 et 1930, elle est active dans des associations qui se mettent au service des étudiants de Lille. En 1926, elle est déléguée des étudiantes lors du XVe Congrès de l’Union nationale des étudiants de France (UNEF), dont elle sera élue vice-présidente en 1927. À l'UNEF, elle crée et anime pendant quatre ans un Office d’orientation professionnelle qui vise à « fournir aux étudiants actuels, comme aux futurs étudiants, tous les renseignements et toutes les statistiques de nature à les orienter pour l’avenir et à leur éviter des déceptions ». Elle plaide pour une organisation rationnelle de l'orientation professionnelle, notamment dans les carrières intellectuelles,. Reconnue pour sa compétence dans ce domaine, elle est notamment invitée par l’Union française pour le suffrage des femmes à venir présenter ses travaux en 1930.

### Passion pour l'astronomie et sa diffusion à la jeunesse
Passionnée d'astronomie, Reysa Bernson est admise précocement comme membre de la Société astronomique de France le 5 mai 1920, à l'âge de 16 ans, sur parrainage de Camille Flammarion.
En 1923, à 19 ans, elle fonde l'Association astronomique du Nord (AAN) avec la volonté de regrouper les amateurs d'astronomie de la région et d'aménager un observatoire ainsi qu'une bibliothèque à l'instar de la Société astronomique de France. Intéressée notamment par les étoiles variables, elle publie quelques comptes rendus d'observations et de voyage dans L'Astronomie, le magazine de la Société astronomique de France. Elle élabore également un projet de coordination des astronomes amateurs à l'échelle internationale, afin de faciliter et de valoriser les contributions de ces derniers à la recherche scientifique, mais ce programme ne sera finalement pas retenu.
Son action se concentre cependant principalement sur la diffusion et la sensibilisation du grand public à l'astronomie, à laquelle elle consacre une énergie telle qu'elle est récompensée à ce titre par le Prix Henry-Rey de la Société astronomique de France, en 1932. La même année, le journal la Française lui consacre un portrait en une.

#### Actions en direction des jeunes scolarisés
Elle intervient principalement auprès de la jeunesse : elle visite bénévolement des classes entre 1929 et 1939 dans les classes du quart nord-est de la France, dans des lycées parisiens et dans des athénées en Belgique. Elle anime des conférences auprès de nombreux publics, y compris de jeunes aveugles ou des personnes atteintes de la tuberculose dans des sanatoriums. Elle organise des cours à Lille avec l'Union française de la jeunesse et travaille avec le groupe du Nord de l’Éducation nouvelle. Elle aurait touché ainsi plus de 20 000 jeunes. Elle développe des petits instruments faciles à fabriquer pour les jeunes, comme des lunettes d'astronomie en carton permettant d'observer Saturne ou les reliefs lunaires. Soucieuse de faire entrer l'astronomie dans les programmes scolaires, elle intervient dans des écoles normales pour former des enseignants. Elle correspond avec le ministre Jean Zay, qui valide l'acquisition d'instruments astronomiques pour l’Éducation nationale.

#### Actions dans le scoutisme
Dans la perspective de toucher également les jeunes en dehors du milieu scolaire, elle établit des liens avec plusieurs associations de scoutisme et propose aux jeunes et aux chefs et cheftaines des formations théoriques et pratiques leur permettant ensuite de développer la pratique de l'astronomie dans les activités et camps scouts. Elle les invite à perpétuer la tradition des feux de la Saint-Jean pour comprendre et fêter le solstice d'été. Elle adhère aux Éclaireurs de France, avec lesquelles elle approfondit ce travail : elle crée un brevet d'astronomie et forme leurs chefs et les cheftaines de la Fédération française des éclaireuses afin qu'il soit utilisé. Avec l'appui de l'explorateur Henri Lhote, elle fonde un groupe d'éclaireurs, le groupe Camille Flammarion, qui orientent spécifiquement leurs activités vers l'astronomie et organisent en quelques mois une exposition et un planétarium au Jardin d'acclimatation, visité par le ministre Jean Zay en 1938.
Elle rend compte de ces activités et publie un plaidoyer pour le développement de la vulgarisation de l'astronomie vers la jeunesse en 1937 dans L'Astronomie, puis en 1938, y rend compte de l'intérêt de l'« astro-scoutisme » dans cette perspective.

#### Coordination du planétarium de l'Exposition universelle de 1937
En 1937, lors de l'Exposition universelle de Paris, elle est chargée du premier planétarium présent sur le sol français. Elle en est nommée secrétaire générale et concrétise ainsi plusieurs années de promotion des planétariums. Sous sa conduite, le planétarium accueille plus de 800 000 visiteurs en six mois. Durant cet événement, elle forme à l'astronomie notamment Armand Delsemme et Gérard de Vaucouleurs. Le succès de l'installation contribue au développement des planétariums en France dans les années suivantes. Elle reçoit à ce titre avec son équipe la médaille commémorative de la Société astronomique de France.

### Déportation à Auschwitz
À partir de 1940, l'Occupation allemande conduit vraisemblablement Reysa Bernson, d'origine juive, à stopper brutalement ses activités, même si elle fréquente ponctuellement l'Observatoire de Paris et à l'Association astronomique du Nord au cours de l'année 1943. Elle est arrêtée comme juive en compagnie de sa mère Dweira Bernson-Verhaeghe le 23 février 1944 à Dreux. Des parents éloignés tentent d'intercéder, sans succès, en leur faveur auprès du préfet du Nord, Fernand Carles. Elles sont transférées au camp de Drancy, puis déportées à Auschwitz à partir du 7 mars 1944, où elles sont assassinées.

## Hommages
Elle reçoit en 1932 le prix Henry-Rey de la Société astronomique de France pour son « dévouement à l'astronomie et son infatigable activité ».
Au début des années 1950, l'astronome Charles Fehrenbach, alors directeur de l'observatoire de Marseille, confie que lorsqu'il était encore lycéen il assista à une conférence de Reysa Bernson qui joua un rôle déterminant dans son intérêt pour l'astronomie.
L'astéroïde (21114) Bernson porte son nom.
La ville de Lille a donné son nom à une allée dans le quartier Saint-Maurice Pellevoisin, par décision du conseil municipal du 5 octobre 2018.
Lors de son édition 2021, la conférence TALN organisée virtuellement depuis Lille sous le patronage de l'Atala a donné son nom à son principal amphithéâtre, utilisé notamment lors de la conférence inaugurale.